# Treasure Hunter G
Treasure Hunter G (トレジャーハンターG?) è un videogioco di ruolo sviluppato nel 1996 da Sting per Super Nintendo Entertainment System. Distribuito esclusivamente in Giappone da Square, è l'ultimo videogioco dell'azienda pubblicato su una console Nintendo prima dell'accordo con Sony.

## Modalità di gioco
Simile a Chrono Trigger e Final Fantasy Tactics, Treasure Hunter G è un JRPG in cui si controllano quattro personaggi: Red e Blue G, Rain e la scimmietta Ponga.